# Angela Gossow
Angela Nathalie Gossow (Colonia, 5 novembre 1974) è una cantante tedesca, nota per essere stata la cantante del gruppo musicale melodic death metal svedese Arch Enemy dal 2000 al 2014.

## Biografia

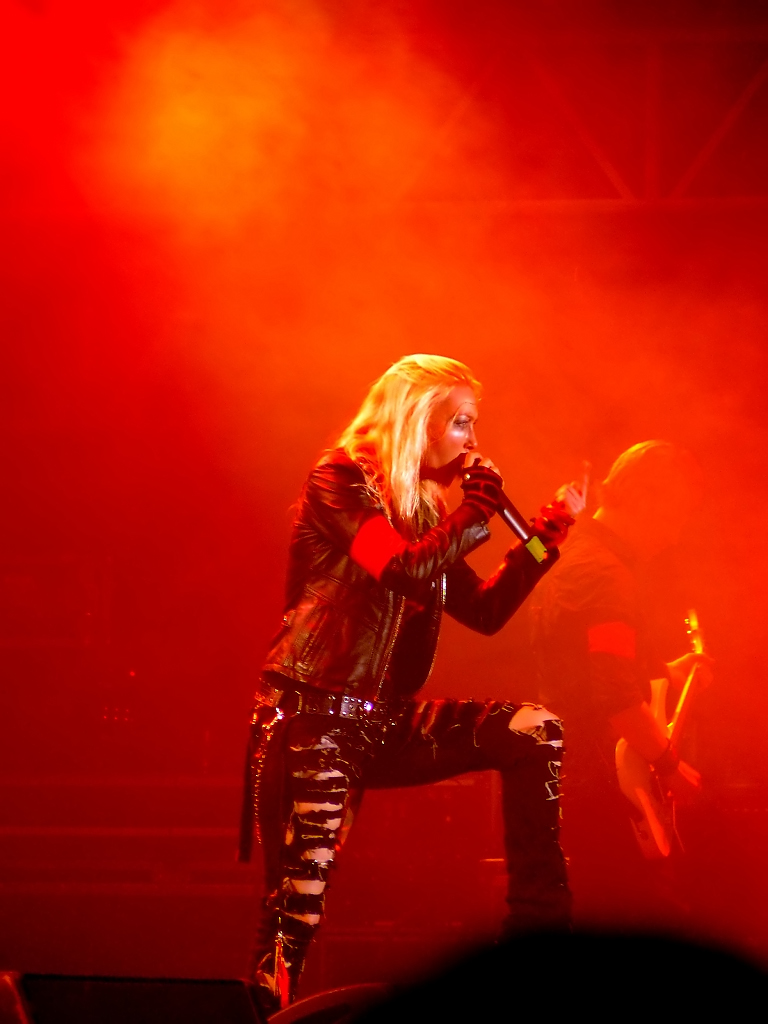
Gossow con gli Arch Enemy al Masters of Rock 2009

Ha suonato con vari gruppi, tra cui Asmodina e Mistress, per poi prendere il posto di Johan Liiva nel 2000 negli Arch Enemy. Mentre la maggior parte delle cantanti metal usano uno stile di voce soave e melodico, Angela è una delle poche a cantare in growl, stile generalmente usato da cantanti maschi. La sua grande passione, sin da ragazza, erano il thrash e il death metal, ammirando cantanti come David Vincent, Chuck Billy, Phil Anselmo e John Tardy.
Prima di esercitare la professione musicale, Angela era studentessa di economia e lavorava nel settore della pubblicità. Nel 1999 collaborava con una metal-zine on-line, conobbe personalmente gli Arch Enemy a Bochum. Dopo averli intervistati, Angela diede al chitarrista Christopher Amott una demo dei Mistress. Agli Arch Enemy piacque la sua performance e si tennero in contatto per diversi mesi.
Quando Johan Liiva e gli Arch Enemy si divisero, Gossow fu contattata direttamente dal chitarrista Michael Amott per l'audizione, dove risultò selezionata. Il primo album pubblicato con gli Arch Enemy fu Wages of Sin, uscito nel 2001. Subito prima del loro primo tour in Giappone, la Gossow perse totalmente la voce e le diagnosticarono dei noduli alla corde vocali. Dopo 6 mesi di stop impiegati a curarsi e a reimparare come parlare, respirare e cantare è potuta tornare a cantare.
È vegana e politicamente si definisce anarchica. Nel 2008 Angela ha prestato la voce come doppiatrice per un personaggio di Metalocalypse, serie animata che va in onda sul canale Adult Swim. Il 17 marzo 2014, la Gossow ha annunciato il suo abbandono dagli Arch Enemy dal ruolo di cantante, mantenendo tuttavia le funzioni manageriali all'interno del gruppo. Il suo posto è stato ricoperto da Alissa White-Gluz.

## Discografia

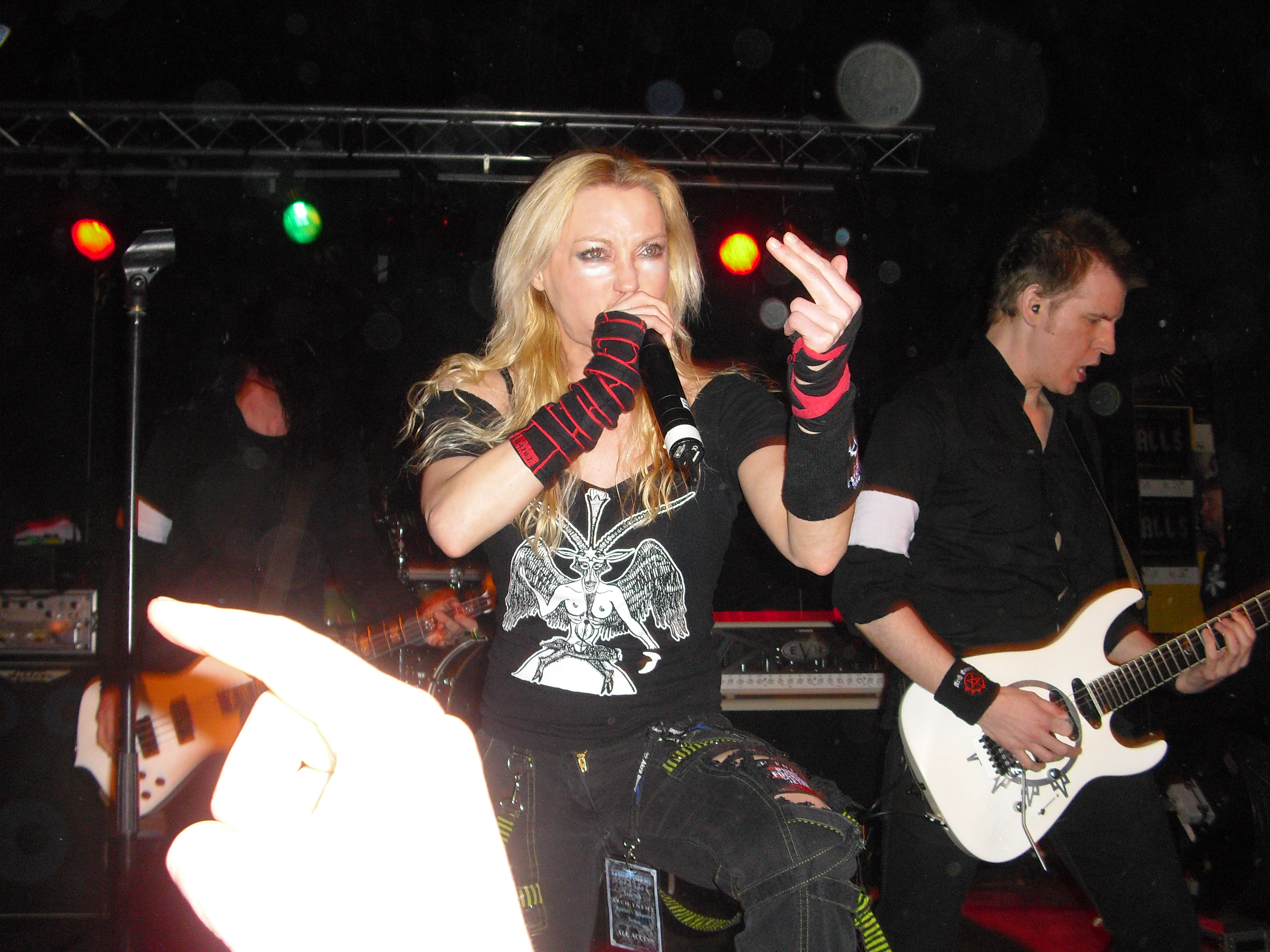
Angela Gossow con gli Arch Enemy all'Hard Rock Club a Jevnaker, nel 2010

### Con gli Asmodina
- 1991 – Your Hidden Fear (demo)
- 1994 – The Story of the True Human Personality (demo)
- 1996 – Promo 1996 (demo)
- 1997 – Inferno

### Con i Mistress
- 1998 – Promo (demo)
- 1999 – Worship the Temptress (demo)
- 2000 – Party in Hell (demo)

### Con gli Arch Enemy
- 2001 – Wages of Sin
- 2002 – Burning Angel (EP)
- 2003 – Anthems of Rebellion
- 2004 – Dead Eyes See No Future EP (EP)
- 2005 – Doomsday Machine
- 2007 – Revolution Begins (EP)
- 2007 – Rise of the Tyrant
- 2008 – Tyrants of the Rising Sun - Live in Japan (live)
- 2009 – Manifesto of Arch Enemy (raccolta)
- 2009 – The Root of All Evil
- 2011 – Khaos Legions
- 2012 – Astro Khaos 2012 - Official Live Bootleg (live)